# Ida von Schulzenheim
Ida von Schulzenheim (née le 8 janvier 1859 dans la commune de Säter et morte le 24 avril 1940 à Stockholm) est une peintre suédoise.

## Biographie
Ida von Schulzenheim est la fille du baron David von Schulzenheim (sv) et d’Ida Sophie Cederborgh, elle naît en 1859 dans le domaine familial situé à Skedvi dans la commune de Säter. Elle étudie un temps à l'école technique de Stockholm, avant de rejoindre l'École royale des beaux-arts de 1878 à 1884. À partir de 1888, elle déménage à Paris et rejoint l'Académie Julian où ses professeurs sont Julien Dupré, Jules-Joseph Lefebvre, Benjamin-Constant et Rodolphe Julian. Elle participe à plusieurs expositions à Paris et en Suède, comme les salons parisiens ou des expositions internationales. À partir de 1910, elle participe avec Ida Thoresen et Elisabeth Barnekow (en) à la création de l'Association des femmes artistes suédoises (Föreningen Svenska Konstnärinnor), qui promeut la représentation de leurs travaux alors que les sociétés artistiques prédominantes de l'époque sont exclusivement masculines. Von Schulzenheim en est la première présidente et occupe ce poste pendant 29 ans.
Elle participe à sa dernière exposition en 1939, lors de l'événement annuel des artistes du comté de Gävleborg dont elle est la doyenne, à 80 ans révolus.
Ida von Schulzenheim meurt à 81 ans à Stockholm et est enterrée à l'église de Järfälla.

## Œuvres
Ida von Schulzenheim peint principalement des animaux, notamment des chiens.
La production de von Schulzenheim fait partie des collections de plusieurs musées d'art en Suède, dont le Nationalmuseum de Stockholm.

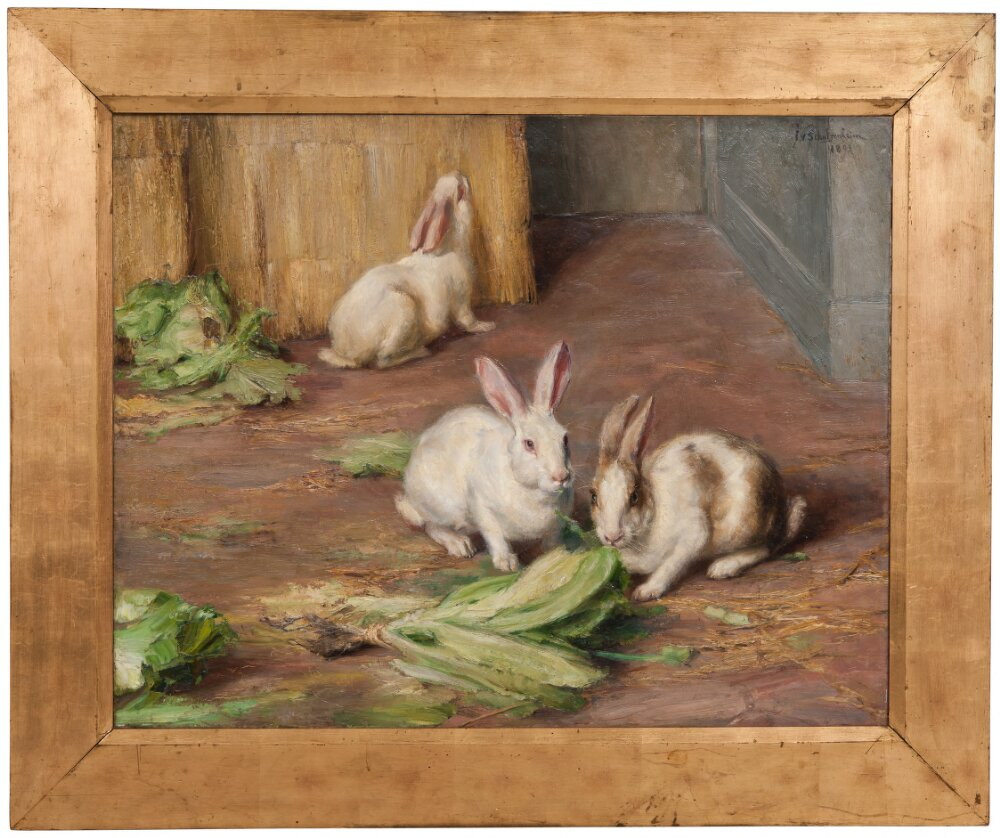
Lapins (Kaniner), 1902, Nationalmuseum.
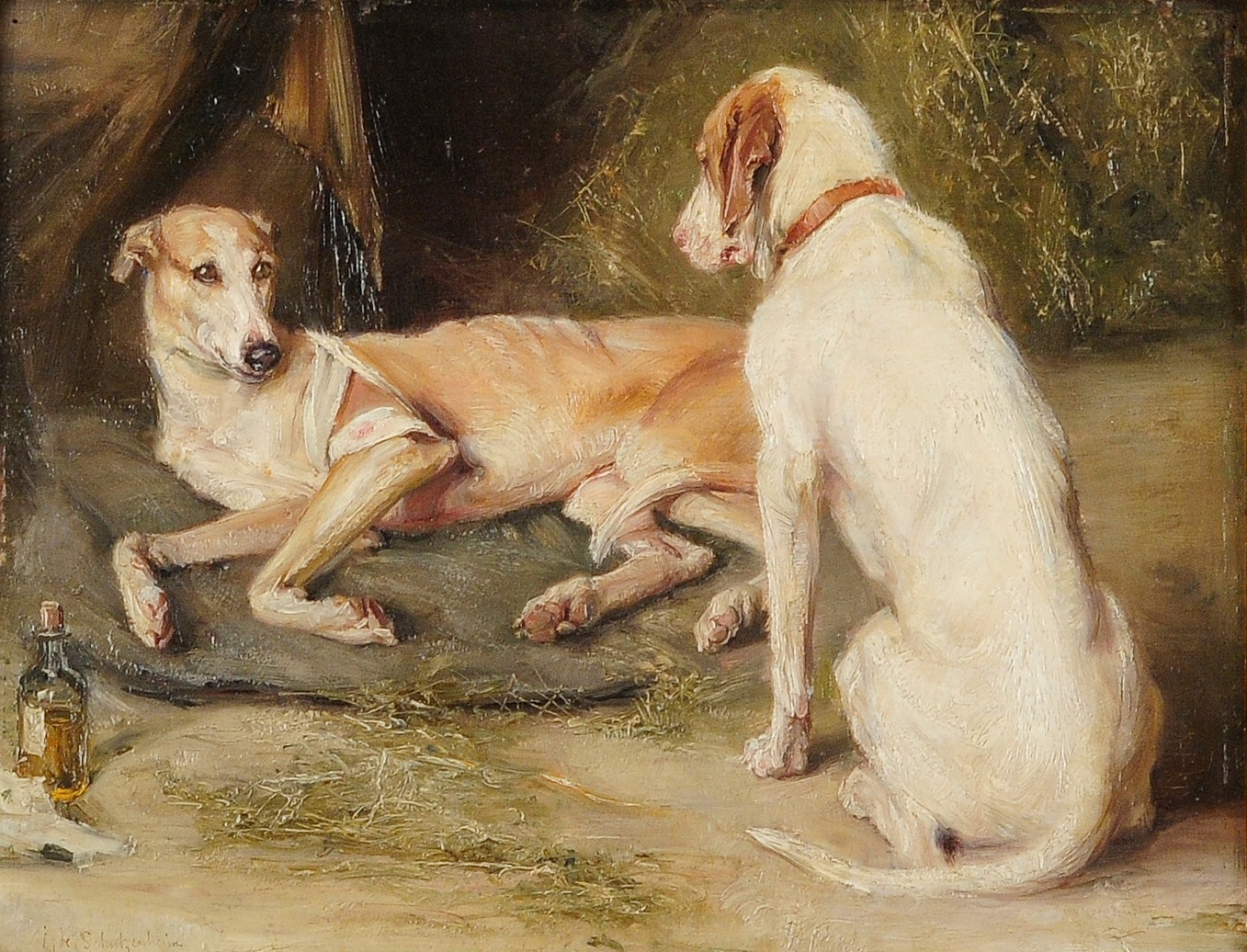
Chiens (Hundar).
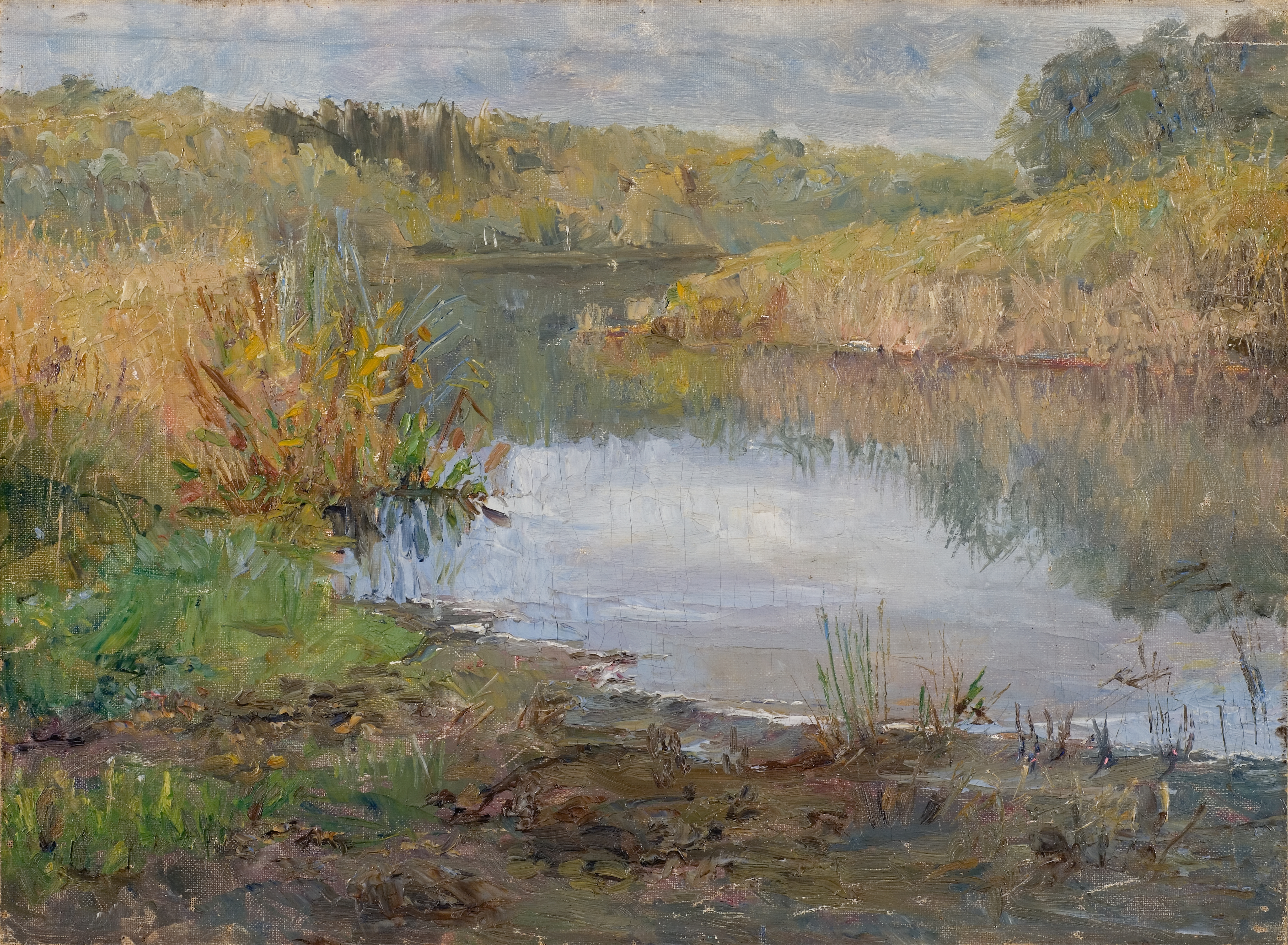
Étude d’une rivière en France, Nationalmuseum.

## Distinctions
- prix Litteris et Artibus (1927)